# Under the Red Sky
Under the Red Sky é o vigésimo sétimo álbum de estúdio do cantor Bob Dylan, lançado a 10 de Setembro de 1990.
O disco atingiu o nº 38 da Billboard 200.

## Faixas
Todas as faixas por Bob Dylan
1. "Wiggle Wiggle" – 2:09
2. "Under the Red Sky" – 4:09
3. "Unbelievable" – 4:06
4. "Born in Time" – 3:39
5. "T.V. Talkin' Song" – 3:02
6. "10,000 Men" – 4:21
7. "2 X 2" – 3:36
8. "God Knows" – 3:02
9. "Handy Dandy" – 4:03
10. "Cat's in the Well" – 3:21

## Créditos
- Bob Dylan – Guitarra acústica, guitarra, piano, acordeão, harpa, vocal
- Kenny Aronoff – Bateria
- Sweet Pea Atkinson – Vocal de apoio
- Rayse Biggs – Trompete
- Sir Harry Bowens – Vocal de apoio
- David Crosby – Vocal de apoio
- Paulinho Da Costa – Percussão
- Robben Ford – Guitarra
- George Harrison – Guitarra
- Bruce Hornsby – Piano
- Randy "The Emperor" Jackson – Baixo
- Elton John – Piano
- Al Kooper – Órgão, teclados
- David Lindley – Guitarra
- David McMurray – Saxofone
- Donald Ray Mitchell – Vocal de apoio
- Jamie Muhoberac – Órgão
- Slash – Guitarra
- Jimmie Vaughan – Guitarra
- Stevie Ray Vaughan – Guitarra
- Waddy Wachtel – Guitarra
- David Was – Vocal de apoio
- Don Was – Baixo